# Jiří Bednář (psycholog)
Jiří Bednář (* 30. srpna 1926, Kralice nad Oslavou) je český psycholog a vysokoškolský pedagog. Je od roku 1964 ženatý s manželkou Vlastou, roz. Řadovou, má 1 dceru.

## Biografie
Vystudoval Filozofickou fakultu v Brně v roce 1949, posléze pracoval jako středoškolský učitel na gymnáziu v Jihlavě (1949–1959). V roce 1960 začal působit jako odborný asistent Pedagogického institutu Jihlava, po roce 1964 působil na Pedagogické fakultě v Českých Budějovicích, v roce 1990 se stal docentem na téže fakultě.